# Apsilops
Apsilops is een geslacht van insecten uit de orde vliesvleugeligen (Hymenoptera) en de familie Ichneumonidae.

## Soorten
- A. aquaticus (Thomson, 1874)
- A. bicolor (Cushman, 1927)
- A. cinctorius (Fabricius, 1775)
- A. hirtifrons (Ashmead, 1890)
- A. japonicus Yoshida, Nagasaki & Hirayama, 2011
- A. scotinus (Tosquinet, 1903)
- A. sericatus (Viereck, 1925)
- A. tenebrosus Hellen, 1957